# Eugène Dubois

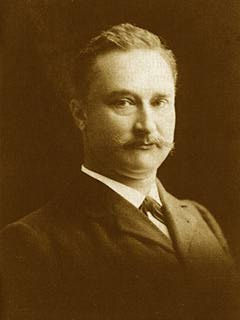
Eugène Dubois in oktober 1902

Marie Eugène François Thomas Dubois (Eijsden, 28 januari 1858 – Haelen, 16 december 1940) was een Nederlands arts, antropoloog, anatoom, paleontoloog en ecoloog die als eerste gericht zocht naar fossiele tussenvormen tussen mensen en aapachtigen. Vóór Dubois' opgravingen waren vondsten van prehistorische mensen toevalstreffers geweest, waarvan het belang pas later herkend werd.
Op Java (Nederlands-Indië) vond Dubois tussen 1889 en 1893 verschillende botten en schedelfragmenten die hij toeschreef aan een tussenvorm, die hij Pithecanthropus erectus of javamens noemde. Het belang van zijn ontdekking werd betwist door de meesten van zijn vakgenoten en hij stierf in 1940 als een verbitterd man. Uiteindelijk zouden zijn ontdekkingen echter tot een enorme toename van de kennis over de evolutie van de mens leiden. De door Dubois gevonden fossielen worden tegenwoordig tot Homo erectus gerekend.
Daarnaast was Dubois een pionier op het gebied van de ecologie en natuurbescherming.

## Leven en werk

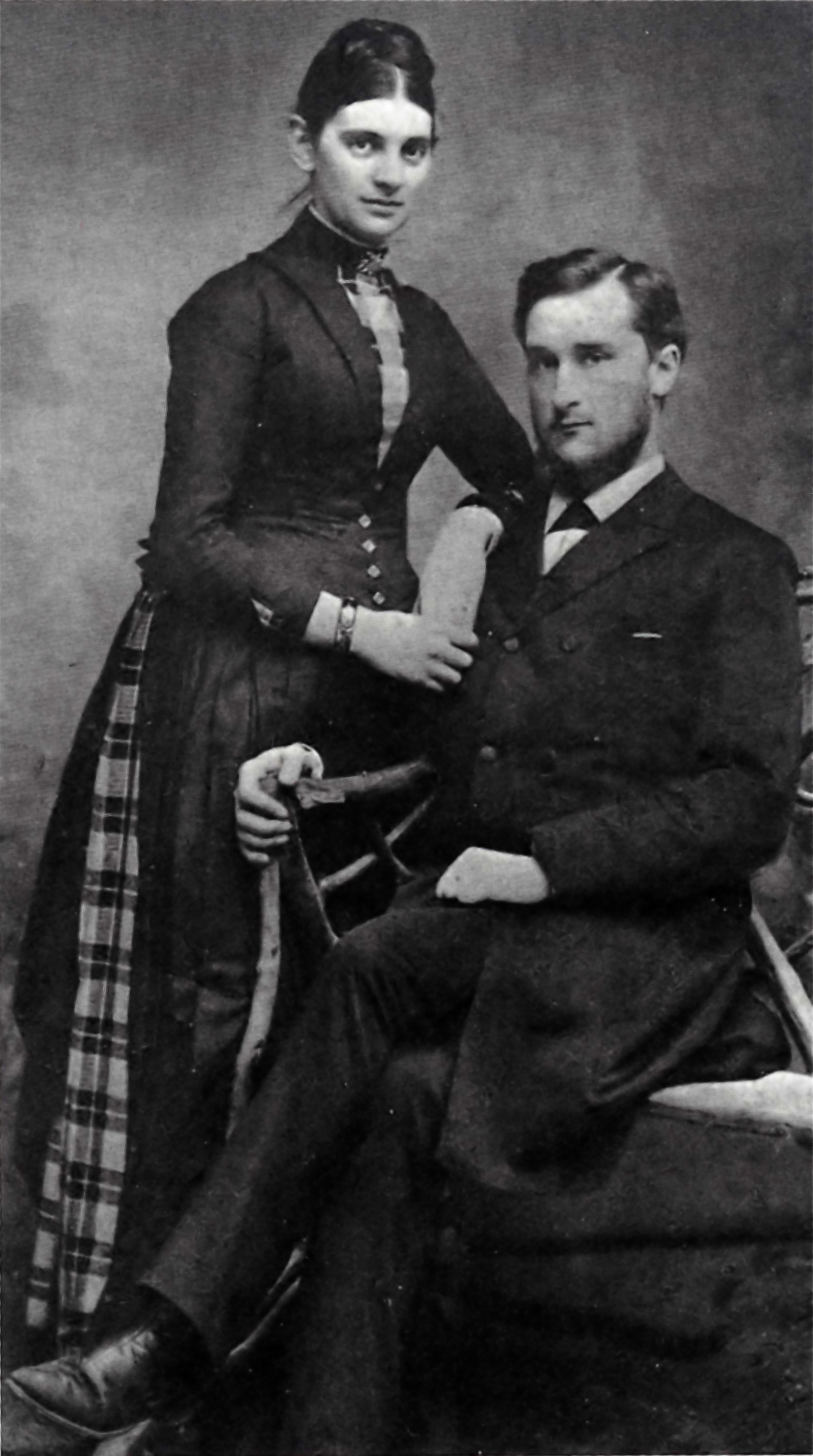
Dubois met zijn vrouw Anna Lojenga in 1887, vlak voor hun reis naar Nederlands-Indië.

### Jeugd en studie
Dubois groeide op in het Limburgse Eijsden, waar zijn vader Jean Dubois apotheker en later burgemeester was. Hij was het oudste kind in een katholiek gezin met vier kinderen. Dubois interesseerde zich al op jonge leeftijd voor alles wat met de natuur te maken had. Hij ondernam tochten in de omgeving, verkende de grotten van de Sint-Pietersberg en leerde veel soorten planten en dieren uit het hoofd. Hij legde een verzameling aan, een rariteitenkabinet van vreemde objecten zoals gedroogde planten, stenen, schelpen, schedeltjes van dieren, waaronder insecten. Vanaf zijn twaalfde bezocht hij de H.B.S. in Roermond, waar hij bij een familie inwoonde. Tijdens de vakanties verbleef hij bij zijn ouders. Op school viel zijn talent en interesse in natuurlijke historie op. 
Dubois was aanwezig bij een aantal lezingen die de Duitse bioloog Karl Vogt in Roermond over de toen nieuwe evolutietheorie van Charles Darwin gaf. Ideeën uit die tijd over de evolutie van de mens van biologen als Darwin, Thomas Huxley of Ernst Haeckel fascineerden hem. Hoewel zijn vader liever zag dat hij apotheker werd, besloot Dubois, gestimuleerd door zijn leraren, in 1877 aan de Universiteit van Amsterdam medicijnen te gaan studeren.
Als student bleek Dubois vooral geïnteresseerd in de colleges fysiologie van Thomas Place. Tijdens zijn studie werkte Dubois als leraar anatomie aan de Kunstnijverheidsschool en de Rijksnormaalschool voor Teekenonderwijzers. In 1884 rondde hij zijn studie af, waarbij hij de titel arts kreeg. Een aanbod van de Universiteit Utrecht om in Utrecht als docent te komen werken sloeg hij af. In plaats daarvan besloot hij, aangemoedigd door zijn leraar anatomie in Amsterdam, Max Fürbringer, zich te wijden aan onderzoek. Tussen 1881 en 1887 deed hij vergelijkend anatomisch onderzoek onder Fürbringer, eerst als student, later als assistent. In 1885 onderzocht hij het strottenhoofd (larynx) van gewervelde dieren, waarbij hij een hypothese opstelde over de evolutie van dit orgaan. 
Desondanks bleef zijn belangstelling vooral uitgaan naar het raadsel van de evolutie van de mens. Hij werd beïnvloed door het werk van Haeckel, die aannam dat, als de mens inderdaad uit een aapachtige voorouder was geëvolueerd, er een tussenvorm moest hebben bestaan, een aapachtige mens. Geïnspireerd door de vondst van fossielen van neanderthalers bij het Belgische Spy zocht hij tijdens zijn vakanties in de omgeving van zijn geboorteplaats Eijsden grotten af op zoek naar fossielen. In de grot de Henkeput bij het dorpje Rijckholt vond hij enkele prehistorische menselijke schedels.
Dubois trouwde in 1886 met Anna Geertruida Lojenga (Elburg, 12 juni 1862 - Haarlem, 14 september 1943). Het echtpaar kreeg drie kinderen. In 1886 schreef Dubois een bijdrage over de anatomie van walvissen in een boek van Max Weber. In 1887 besloot hij echter zijn wetenschappelijke carrière op te geven om met zijn vrouw en pasgeboren dochtertje naar Nederlands-Indië te reizen om op zoek te gaan naar de ontbrekende evolutionaire schakel in de evolutie van de mens.

### Nederlands-Indië

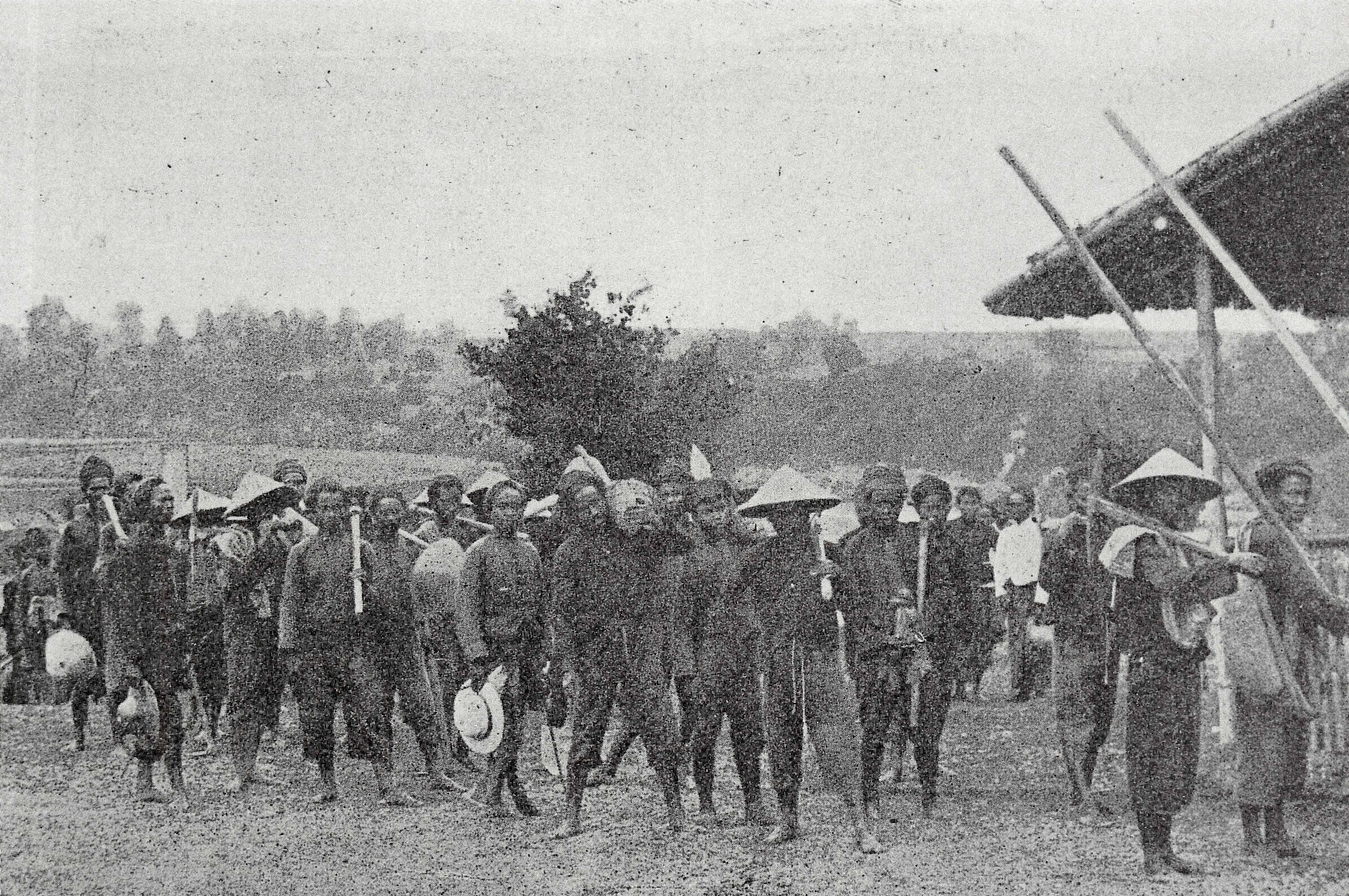
Koelies bij de opgraving in Trinil.

Charles Darwin had geschreven dat de eerste mensen waarschijnlijk in het warme klimaat van de tropen leefden, omdat bij de evolutie van aapachtige tot mens de vacht grotendeels verdwenen was. Darwin dacht dat de woonplek van de eerste mensen waarschijnlijk in Afrika lag, omdat daar tegenwoordig nog mensapen als gorilla's leven. Ernst Haeckel, die een grotere invloed had op Dubois en met de jonge anatoom correspondeerde, vermoedde echter dat het zuiden van Azië een logischere plek was. Opmerkelijk, omdat er toen nog geen resten van menselijke voorgangers geïdentificeerd waren. Haeckel beschreef deze theoretische resten toch in detail en noemde de onontdekte soort Pithecanthropus alalus.
Dubois' eerste doel was Sumatra, vanwege het voorkomen van orang-oetans en gibbons op dat eiland. Toen de Britse geoloog Richard Lydekker in 1878 in de Siwaliks van Brits-Indië fossielen van chimpansees ontdekte, sterkte dit Dubois' vermoeden dat de eerste mensen in Zuid-Azië hebben geleefd.
Aangezien Dubois geen geld had om de reis te financieren, trad hij als arts in dienst van het Koninklijk Nederlandsch-Indisch Leger. Op die manier hoefde hij de 7 weken durende reis per schip niet te betalen. Hij werd te werk gesteld in het ziekenhuis van Padang, aan de westkust van Sumatra. Om tijd te kunnen wijden aan zijn zoektocht naar fossielen werd hij op eigen verzoek in 1888 overgeplaatst naar Pajakoemboeh, in het binnenland van Sumatra. Dubois vond in deze omgeving fossielen van een indrukwekkend aantal soorten, waaronder varkens, neushoorns, herten, olifanten, gibbons en tapirs. Het succes bleef niet onopgemerkt. In maart 1889 werd hij vrijgesteld van zijn medische werk om als natuurvorser in dienst te treden van het koloniale Departement van Onderwijs, Eeredienst en Nijverheid. Hij kreeg veertig koelies toegewezen om verdere opgravingen te kunnen uitvoeren. Dubois breidde zijn zoektocht daarna uit over het gehele hoogland van West-Sumatra.
Tot zijn teleurstelling moest Dubois echter vaststellen dat de fossielen die hij op Sumatra vond relatief jong waren en niet veel verschilden van de soorten die er tegenwoordig leven. In oktober 1888 vond een mijnbouwkundig ingenieur in een grot op Oost-Java een menselijke schedel, die aan Dubois gestuurd werd. Dubois concludeerde dat de schedel duidelijke verschillen met de huidige menselijke bevolking van Java vertoonde en dus van een prehistorische bewoner van het eiland moest zijn geweest (de zogenaamde wadjakmens). Eind 1889 verlegde hij daarom zijn zoektocht naar Java, waar hij zich in het dorp Toeloeng Agoeng vestigde. De opgravingen concentreerden zich in het begin vooral op de grotten in het gebied. Behalve veel op het eiland uitgestorven diersoorten leverde dit in september 1890 een tweede menselijke schedel op, gevonden in dezelfde grot. De Wadjakmens was echter nog te nauw verwant aan huidige mensen om als een ontbrekende evolutionaire schakel te worden beschouwd.

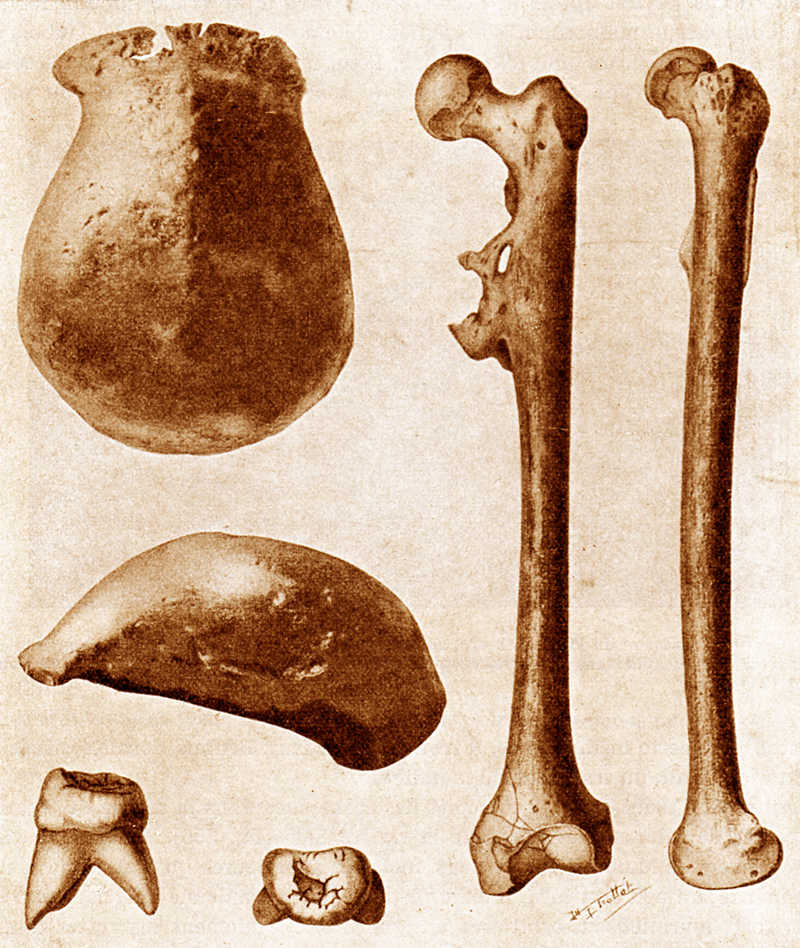
Tekening van Dubois' vondsten van de javamens: aanzichten van een molaar, dijbeen en schedeldak.

Eerder hadden de schilder Raden Saleh, de geoloog Karl Martin en de natuurvorser Franz Junghuhn al opgemerkt dat ook in de open liggende Neogene en Kwartaire gesteentelagen op Java veel fossielen voorkwamen. Vanaf 1890 verlegde Dubois zijn aandacht daarom steeds meer naar het open veld, zo werden opgravingen begonnen bij Kedoeng Broeboes in de Kendengheuvels en op de Pati Ajam in Japara. Het werk werd moeilijk gemaakt door de lokale bevolking, die fossiele beenderen opgroeven om als "drakenbotten" aan Chinese handelaren te verkopen. De Chinezen maakten poeder van de botten waar een geneeskrachtige werking aan werd toegeschreven. De bevolking zag de paleontologen als concurrenten en regelmatig werden opgegraven beenderen gestolen.
Van de verschillende opgravingen op Java bleken die aan de oevers van de Solo bij Trinil het meest belovend. In de Laat-Pliocene tot Vroeg-Pleistocene sedimentaire gesteentelagen die hier liggen ontsloten werden veel fossiele soorten dieren en planten gevonden. Onder de vondsten bevonden zich fossielen van tapirs, orang-oetans, varkens, neushoorns, beren, muntjaks, Indische olifanten en uitgestorven soorten zoals Stegodon, een slurfdier nauw verwant aan olifanten. Vanaf 1891 concentreerde Dubois het werk daarom in Trinil, op de jaarlijkse periode waarin het water in de rivier te hoog staat na. Daar vond hij onder andere de uitgestorven rat Rattus trinilensis, die pas bijna een eeuw later wetenschappelijk werd beschreven.
In september 1891 werd een fossiel schedeldak gevonden, dat door Dubois aanvankelijk als van een chimpansee werd geïdentificeerd. In het volgende jaar werd echter ook een dijbeen ontdekt en het werd duidelijk dat het dier rechtop liep en niet in bomen leefde. In 1893 raakte Dubois overtuigd dat het niet een mensachtige aap, maar een aapachtige mens betrof, de ontbrekende evolutionaire schakel waar hij naar op zoek was geweest. Hij publiceerde zijn vondst in 1894 onder de naam Pithecanthropus erectus (later is de soortnaam veranderd in Homo erectus).
In 1895 reisde Dubois naar Brits-Indië waar hij de collectie van het Indian National Museum in Calcutta bestudeerde en op expedities in de Siwaliks diverse fossielen van zoogdieren vond. Daarna keerde hij met zijn gezin, dat inmiddels drie kinderen telde, terug naar Nederland.

### Terug in Nederland

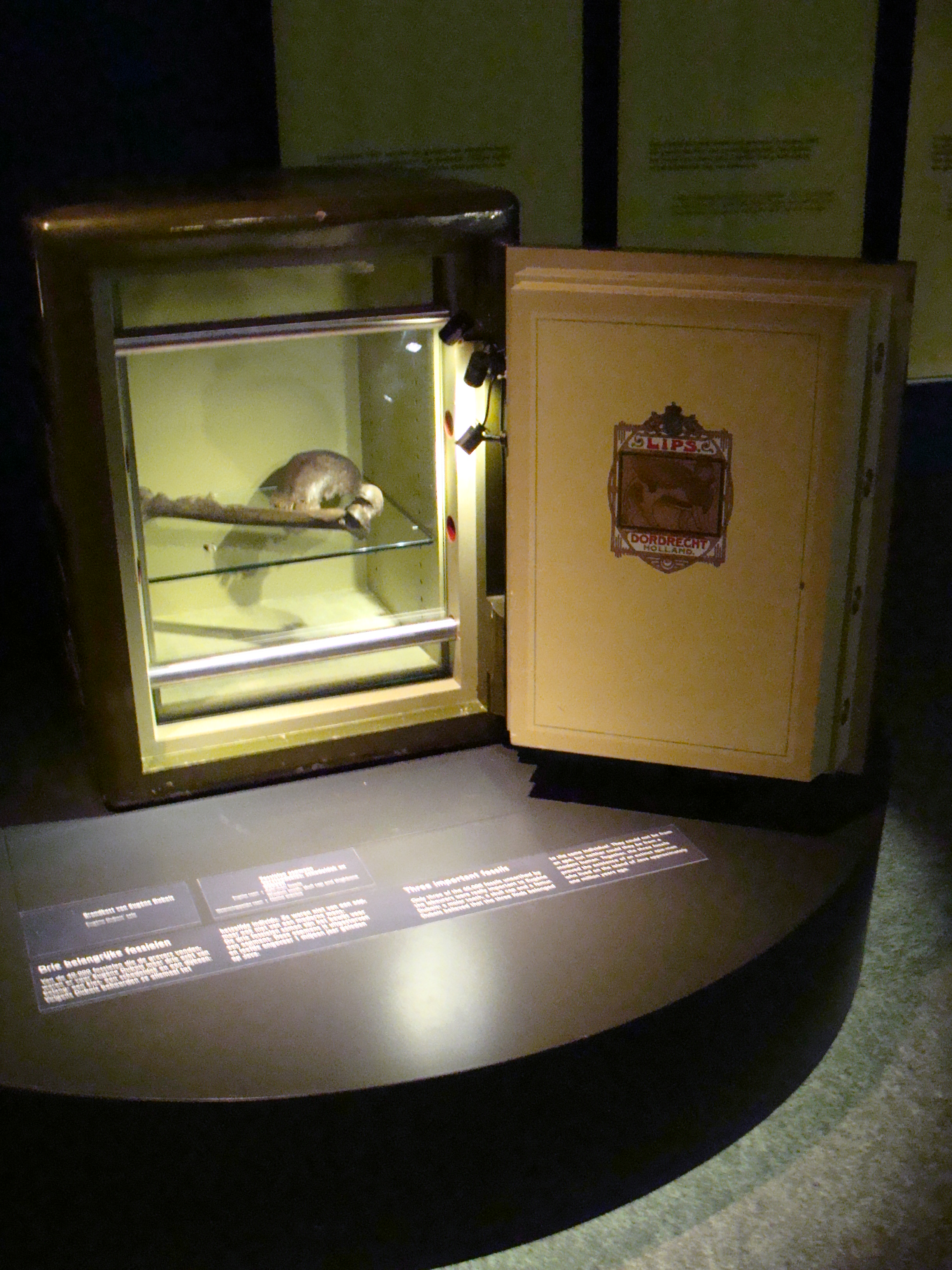
Dubois' kluis met de fossielen van Pithecanthropus in Naturalis.

In Europa had Dubois' javamens voor opschudding gezorgd. De reacties waren echter niet alleen positief. Onder Dubois' aanhangers waren Ernst Haeckel, de Franse antropoloog Leonce Manouvrier en de Amerikaanse paleontoloog Othniel Marsh. Onder zijn tegenstanders waren Richard Lydekker, de Britse anatoom Arthur Keith, de Duitse antropoloog Rudolf Virchow, en de Duitse anatoom Wilhelm Krause. Terwijl Krause en Virchow dachten met een aap te doen te hebben, waren Keith en Lydekker overtuigd dat Dubois' vondsten de overblijfselen van mensen waren. Anderen, zoals de Britse anatoom William Turner en de Zwitserse antropoloog Rudolf Martin, waren het ten dele met Dubois eens, maar vonden zijn conclusie dat het om een ontbrekende schakel tussen de mens en een aapachtige voorouder ging te ver gaan. In plaats daarvan dachten ze dat het om een primitieve mens ging, vergelijkbaar met de in Europa gevonden Neanderthalers. De kritiek op Dubois beperkte zich niet tot wetenschappelijke bezwaren, ook uit religieuze hoek kwam kritiek. Nadat Dubois zijn critici toegang tot de fossielen gaf om deze zelf te bestuderen en meer gegevens over de precieze locatie van de vondsten bekendmaakte, nam de kritiek af maar verstomde niet.
Aanvankelijk reisde Dubois veel congressen af om zijn vondsten te presenteren, maar nadat de kritiek bleef aanhouden trok hij zich terug uit het debat. In 1897 liet hij de gerespecteerde Duitse anatoom Gustav Schwalbe van de universiteit van Straatsburg een afgietsel maken van het schedeldak in de hoop steun te krijgen voor zijn inzichten.  Toen Schwalbe echter een uitgebreide beschrijving van zijn fossielen publiceerde, voelde Dubois zich verraden en besloot hij zijn fossielen niet meer aan anderen te tonen. Pas in 1923, na interventie van de KNAW, stond hij andere onderzoekers weer toe de fossielen van Pithecanthropus te bekijken. Overigens maakte hij voor de Wereldtentoonstelling van 1900 in Parijs wel een levensgrote reconstructie van de javamens. Hoewel zijn Indische fossielen waren ondergebracht in het Nationaal Natuurhistorisch Museum in Leiden (de "collectie Dubois") werd hij ook conservator voor Teylers Museum in Haarlem.
Dubois werd in 1897 aangesteld als hoogleraar in de kristallografie, mineralogie, geologie en paleontologie aan de Universiteit van Amsterdam. Hij deed daar anatomisch onderzoek naar verschillen in herseninhoud tussen diersoorten. Daarbij ontdekte hij, dat als gewicht van de hersenen ten opzichte van het totale gewicht van het dier genomen wordt, er vaak sprongsgewijze verschillen tussen soorten zijn. Hij stelde vast dat deze maat voor hersengrootte voor mensapen ongeveer 4 maal zo klein is als voor mensen. Dubois vermoedde dat de evolutie van de hersenen in sprongen verliep, waarbij de hersenen zich ineens konden verdubbelen. Hij wees erop dat Pithecanthropus precies tussen mensen en apen in zat en dus tweemaal zoveel hersenen heeft als een aap, maar de helft van de mens. Op die manier probeerde hij aan te tonen dat Pithecanthropus de ontbrekende tussenvorm was.

### Latere jaren

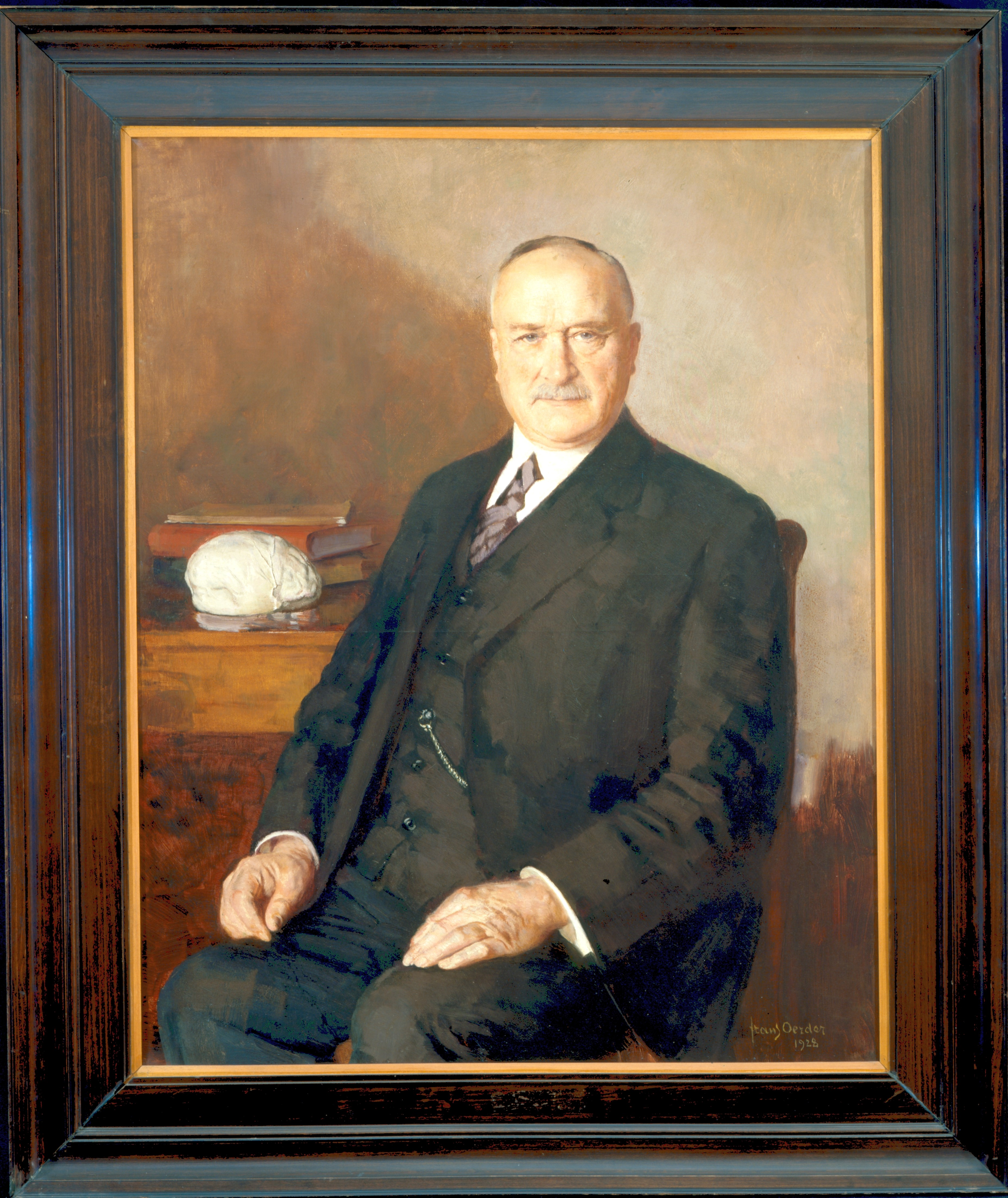
Portret van Dubois door Frans Oerder (1928)

Intussen verplaatste Dubois zijn aandacht naar andere onderwerpen dan de evolutie van de mens. Zo onderzocht hij de Limburgse Vroeg-Pleistocene klei van Tegelen en de fossielen daarin. Uit fossiele planten bleek dat Limburg 2 miljoen jaar geleden een veel warmer klimaat had dan tegenwoordig. Onder de fossiele diersoorten bevinden zich paarden, herten, bevers, apen, nijlpaarden en neushoorns. Dubois begaf zich op het door Ernst Haeckel begonnen nieuwe onderzoeksgebied van de ecologie, waarbij individuele soorten niet los gezien worden, maar als onderdeel van een ecosysteem. Dubois kocht het landgoed De Bedelaer bij Haelen op en deed hier experimenten met de introductie van nieuwe soorten, waaronder herintroductie van tropische plantensoorten verwant aan de soorten die in de klei van Tegelen te vinden zijn. Hierbij werd hij geholpen door zijn zoon, de ontdekkingsreiziger Jean Dubois, die uit tropische landen exotische zaden opstuurde. Ook experimenteerde hij door het grondwaterpeil aan te passen en mineralen aan het grondwater toe te voegen, om daarna de verandering in vegetatie die dit veroorzaakte te bestuderen.
Dubois doel was op zijn landgoed een gevarieerder ecosysteem te creëren, zoals het geval was voor het menselijk ingrijpen. Hij bouwde torens op zijn landgoed waar vleermuizen in konden schuilen en was als pionier op het gebied van natuurbescherming betrokken bij de nieuw opgerichte Nederlandsche Vereniging tot Behoud van Natuurmonumenten.
Dubois onderzocht daarnaast de vennetjes in de omgeving en de manier waarop deze waren ontstaan. Hij stelde de hypothese op dat de depressies waarin zich het water bevindt in de laatste ijstijd ontstonden door grote stukken achtergebleven ijs.
In 1921 voerde Dubois in opdracht van de KNAW samen met de geoloog Gustaaf Molengraaff een onderzoek naar het grondwater in de duinen bij Haarlem uit.
Ondertussen stond het onderzoek naar de evolutie van de mens niet stil. In 1907 zou een expeditie onder leiding van Margarethe Selenka de vindplaatsen van Dubois' fossielen op Java bezoeken. Hoewel de opgravingen van de expeditie een grote hoeveelheid fossielen opleverden, zaten er geen nieuwe resten van Pithecanthropus bij. Dubois ontzegde in die tijd anderen de toegang tot zijn fossielen, op latere leeftijd ontwikkelde hij zelfs complottheorieën waarin "de katholieken" uit waren op de vernietiging van zijn vondsten. Eind jaren 20 werden door antropologen als Davidson Black diverse fossielen in de buurt van Peking ontdekt (Sinanthropus, de pekingmens) die sterk op Pithecanthropus leken. In de jaren 30 ontdekte de Duits-Nederlandse paleontoloog Ralph von Koenigswald op Java bovendien fossielen, die volgens hem tot Pithecanthropus behoorden. Von Koenigswald ontmoette in 1939 Franz Weidenreich, de opvolger van Black. Na de fossielen te hebben vergeleken concludeerden de twee dat de javamens en de pekingmens dezelfde soort waren, die ze Homo erectus noemden. Dubois verzette zich fel tegen deze conclusies. In zijn ogen stond de pekingmens dichter bij de moderne mens dan Pithecanthropus, die de enige echte ontbrekende schakel was.
Op het einde van zijn leven lijkt Dubois steeds wantrouwiger ten opzichte van zijn collega's en obsessiever over het belang van zijn fossielen te zijn geworden. Daarnaast schijnt zijn huwelijk weinig gelukkig te zijn geweest. Hij stierf in 1940 op zijn landgoed De Bedelaer en werd begraven op de begraafplaats van Venlo.

## Nalatenschap en erkenning

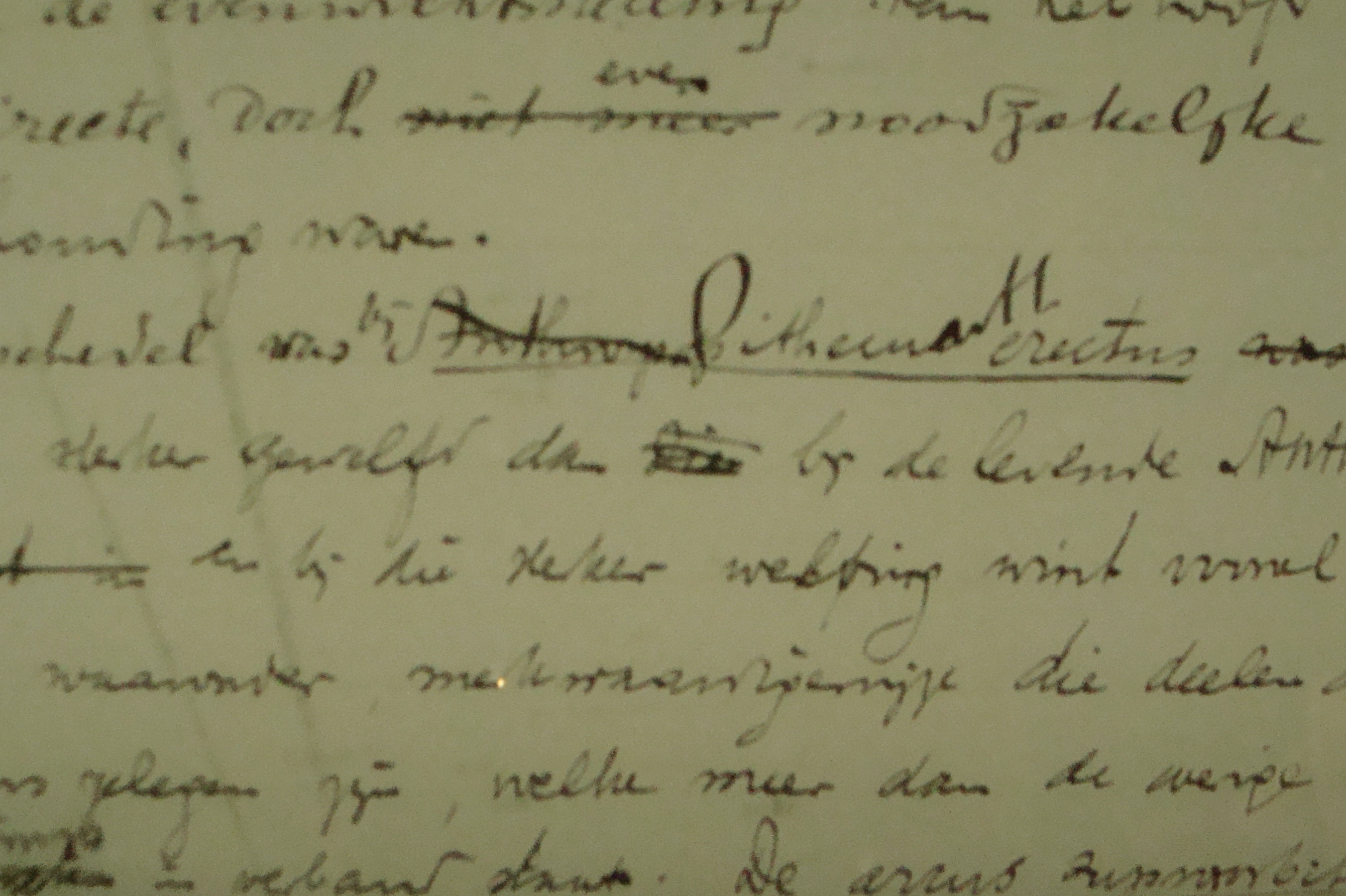
Fragment in een manuscript, waarin Dubois de naam die hij in eerste instantie aan zijn vondst gaf doorgestreept heeft. Toen hij het belang van zijn vondst inzag veranderde hij Anthropus erectus (rechtopstaande mensaap) in Pithecanthropus erectus (rechtopstaande aapmens).

Eugène Dubois is vooral bekend van zijn ontdekking van Pithecanthropus, de javamens. Later zou blijken dat deze fossielen tot Homo erectus behoorden, een voorganger van de moderne mens, maar niet de door Dubois gezochte ontbrekende schakel tussen mensen en aapachtigen. Die tussenvorm, Australopithecus, werd in 1926 in Zuid-Afrika gevonden, maar pas in de jaren na de Tweede Wereldoorlog algemeen aanvaard. Door een groot aantal vondsten van Pliocene mensachtigen (vanaf 3 miljoen jaar oud) in Oost-Afrika denken geleerden tegenwoordig dat de mens niet in Zuid-Azië, maar in Afrika ontstaan is.
Desondanks was Dubois zeer belangrijk voor de ontwikkeling van de paleoantropologie en de kennis over de evolutie van de mens. In bepaalde kringen zorgde zijn ontdekking bovendien voor het verder geaccepteerd raken van de evolutietheorie, zoals in de sceptische wetenschappelijke kringen in Frankrijk, waar Leonce Manouvrier Pithecanthropus als bewijs voor evolutie presenteerde. Dubois was de eerste die doelgericht ging zoeken naar fossielen van mensachtigen en zijn praktische methode werd al snel overgenomen door andere paleontologen. Dit zou uiteindelijk tot de vondst van de echte ontbrekende schakel en een aanzienlijk verbeterde kennis over de oorsprong van de menselijke soort leiden.
Daarnaast zou zijn hypothese over de evolutie van de hersenen later herontdekt worden en het fundament voor nieuwe richtingen in de biologie vormen. Dubois' onderzoek naar de Klei van Tegelen deed de kennis van de ecologie en paleoklimatologie van Nederland sterk toenemen. Hij kan bovendien als pionier in de ecologie en natuurbescherming worden beschouwd.
Dubois ontving een eredoctoraat van de Universiteit van Amsterdam in 1897. Hij ligt begraven in Venlo, in zijn grafsteen zijn twee dijbenen en een schedelkap van de javamens uitgehakt. Sinds 1991 is bij de vindplaats van de javamens bij Trinil een museum gevestigd. In juni 2009 vernoemde de Internationale Astronomische Unie (IAU) een planetoïde naar Dubois, (206241) Dubois. Sinds 2014 is er een speciale afdeling in het Internationaal Museum voor Familiegeschiedenis te Eijsden (gehuisvest in het voormalige Ursulinenklooster gelegen schuin tegenover het geboortehuis van Dubois) aan het leven en werk van Dubois gewijd en is aan de Universiteit van Maastricht de jaarlijks roterende Eugène Duboisleerstoel gevestigd.
De collectie Dubois is in 2022 opgeslagen in Museum Naturalis in Leiden. In dat jaar werd bekend dat Indonesië de verzameling van Dubois terug vraagt.
- Bibliothèque nationale de France: cb12044482h (data)
- Biografisch Portaal: 12556170
- CiNii: DA03485981
- Digitale Bibliotheek voor de Nederlandse Letteren: dubo007
- Gemeinsame Normdatei: 119241447
- International Standard Name Identifier: 0000 0000 8131 7368
- Library of Congress Control Number: n86132471
- Nationale Bibliotheek van Tsjechië: nlk20000084739
- Nationale bibliotheek van Australië: 36010333
- Nationale Bibliotheek van Israël: 987007272178805171
- Nederlandse Thesaurus van Auteursnamen: 071482210
- RKD-Nederlands Instituut voor Kunstgeschiedenis: 427233
- SNAC: w66x0j86
- Système universitaire de documentation: 028653971
- Trove: 1184027
- Virtual International Authority File: 52494698
- WorldCat: E39PBJwHfBhFkWRtTgtRkGhPwC